# Synchronní motor

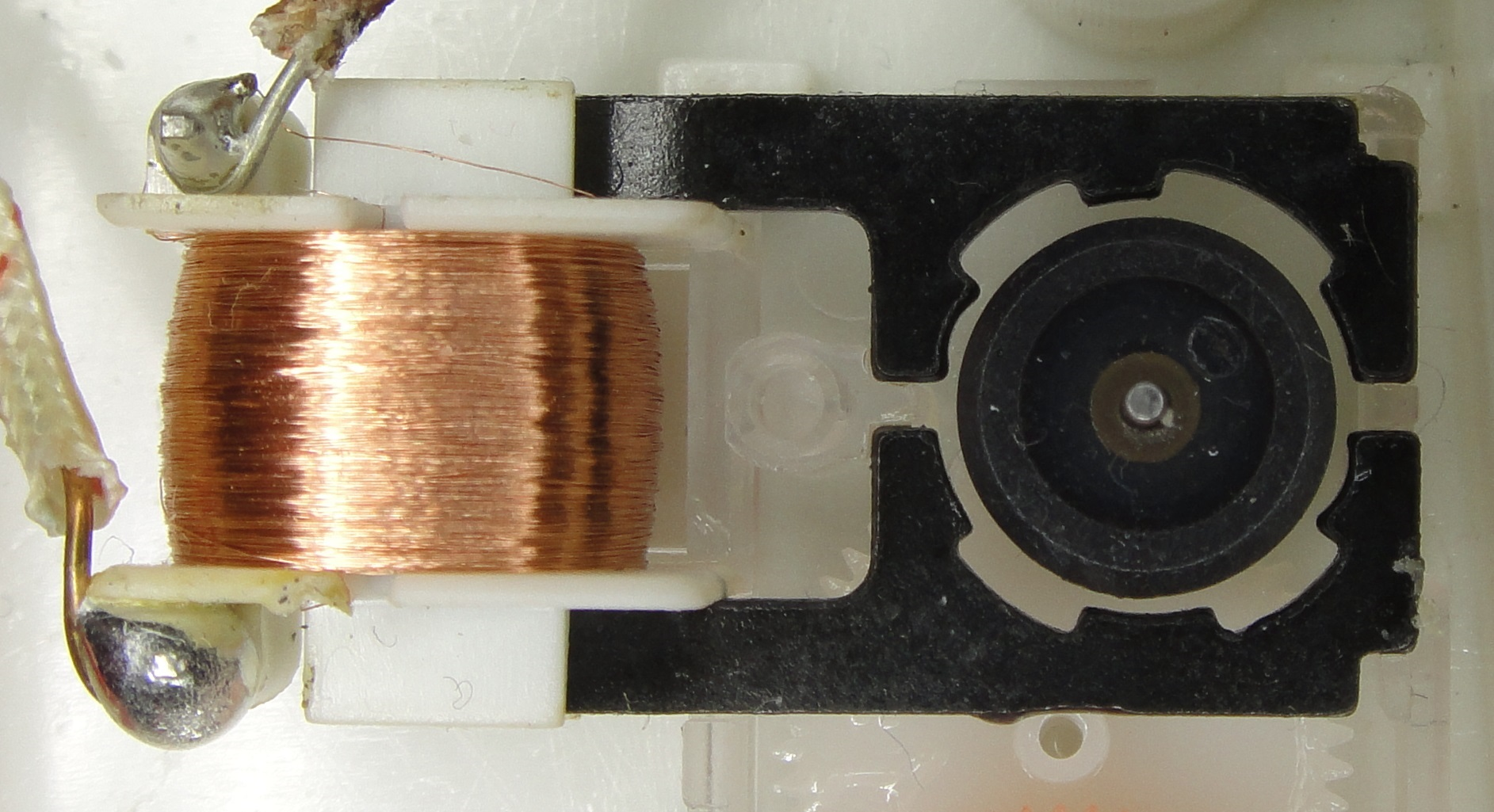
Miniaturní synchronní motor z analogových hodin, rotor je tvořen permanentním magnety.

Synchronní motor je točivý elektrický stroj, pracující obvykle na třífázový střídavý proud. Je charakterizován tím, že jeho rotor se otáčí přesně synchronně s točivým polem statoru. Dříve se zpravidla používaly pro pohon zařízení s velkým výkonem, konstantními otáčkami a kde nebyla vyžadována změna smyslu otáčení nebo časté spouštění. Mohou být nabuzeny na hodnotu účiníku cos φ = 1, aby odebíraly ze sítě pouze činný výkon. Protože se vyznačují velkou účinností (95–98%) a nízkou hmotností, jsou v současné době díky pokročilé řídicí elektronice používány v RC modelech nebo elektromobilech.

## Vlastnosti
Rotor synchronního motoru se otáčí přesně synchronně s točivým polem statoru. Se zvýšením zátěže se magnetické pole rotoru opožďuje za rotujícími póly točivého pole statoru o úhel zátěže δ (fázové zpoždění). Nejvyšší točivý moment je dosahován při úhlu zatížení 90° u dvojpólového motoru (moment zvratu), protože se kotva nachází mezi dvěma magnety, kde jeden pól kotvu přitahuje a druhý tlačí. Obvykle je moment zvratu dvojnásobný než jmenovitý moment. S dalším zpožďováním kotvy (zvětšováním úhlu zátěže) se točivý moment zase snižuje. Přesáhne-li zátěž maximální moment Mmax, vypadne synchronní motor ze synchronismu a zastaví se (za předpokladu, že zátěž trvá). Synchronní motory jsou méně citlivé na pokles napětí než motory asynchronní.

### Rozběh synchronního motoru
Zastavený synchronní motor se po připojení napájení sám neroztočí, je potřeba vnější síla F, která roztočí rotor. Poté je rotor točivým magnetickým polem „vtažen“ do synchronních otáček, ve kterých již setrvá. Vnější sílu F pro počáteční roztočení rotoru může zajistit:
- pomocný rozběhový motor
- rozběhové klecové vinutí (asynchronní rozběh)
- frekvenční měnič, který frekvenci napájecího proudu postupně zvyšuje až po jmenovité otáčky motoru.

## Typy synchronních motorů
Existuje několik různých typů synchronních motorů, které byly vytvořeny pro různé účely. Synchronní motory bývaly typicky používány na místech, kde byl potřeba motor s jedním směrem otáčení, konstantními otáčkami a málo častými spouštěními. V současnosti se díky pokročilé řídicí elektronice používají v elektromobilech a podobně.

### Trojfázový synchronní motor
Trojfázový synchronní motor využívá pro vznik točivého pole trojfázový střídavý proud přivedený do cívek statoru pootočených o 120° (podobně jako asynchronní motor). Malé synchronní motory mají rotor z permanentních magnetů. Větší synchronní motory mají na rotoru vinutí napájené stejnosměrným proudem přes sběrné kroužky. Vinutí statoru i rotoru jsou vložena do drážek dynamových plechů (omezují ztráty vířivými proudy).

### Komutátorový motor
Kartáčový stejnosměrný motor (též interně komutovaný motor) je starší typ synchronního motoru, který přepíná pole na rotoru pomocí komutátoru. Stator mohou tvořit permanentní magnety nebo vinutí napájená stejnosměrným proudem.

### Bezkartáčový stejnosměrný motor
Polovodičové výkonové měniče frekvence umožňují vyřešit jak rozběh synchronního motoru, tak řízení otáček. Toho se využívá například pro pohon kolejových vozidel, pro rádiem řízené modely, apod. Bezkartáčové motory nahradily starší kartáčové (komutované) synchronní motory.

### Krokový motor
Krokový motor je speciální druh mnohapólového synchronního motoru. Využívá se především tam, kde je třeba přesně řídit nejen otáčky, ale i konkrétní polohu rotoru. Nachází uplatnění v přesné mechanice, regulační technice, robotice a podobných oborech. Krokový motor je unipolární nebo bipolární.

### Elektrický generátor
Synchronní motor je v používán jako elektrický generátor (v autě alternátor, v elektrárnách turbogenerátor, hydrogenerátor).

### Synchronní kompenzátor
Synchronní kompenzátor je synchronní motor, který je připojen k napájecí střídavé síti a pracuje naprázdno. Je-li přebuzen, dodává do elektrizační soustavy jalový výkon, jde tedy o mechanickou kompenzaci účiníku. Kompenzací jalového výkonu dochází zároveň k plynulé regulaci elektrického napětí v rozvodné síti.

## Charakteristika

### Rychlost otáčení
Jelikož se rotor synchronního stroje otáčí stejnou rychlostí, jako je rychlost točivého magnetického pole, lze otáčky vypočítat podle vztahu:
{\displaystyle n={\frac {60f}{p}}}
kde:
- n jsou otáčky stroje v min−1
- f je frekvence napájecí sítě v Hz
- p je počet pólových dvojic stroje

Z výše uvedeného vztahu plyne, že pokud je stroj používán jako motor, je ke změně rychlosti otáčení třeba použít frekvenční měnič. To je rozdíl oproti stejnosměrnému motoru, kde řízení rychlosti je proveditelné pomocí změny napájecího napětí. Na rozdíl od asynchronního motoru je skluz nulový, a proto se ve vztahu nevyskytuje.

### Moment a výkon synchronního stroje
Moment třífázového synchronního stroje s hladkým rotorem lze vypočítat podle vztahu:
{\displaystyle M={\frac {3}{\omega _{s}}}{\frac {UE}{X_{d}}}\sin \delta }
kde:
- M je moment synchronního stroje
- ωs je synchronní mechanická úhlová rychlost rotoru
- U je napětí na svorkách stroje
- E je vnitřní indukované napětí dané budicím proudem
- Xd je synchronní reaktance statoru
- sin δ je zátěžný úhel, tj. úhel mezi fázory napětí U a E, neboli úhel mezi pólem rotoru a magnetickým polem ve vzduchové mezeře

Se zvětšujícím se momentem se zvětšuje zátěžný úhel. Maximální hodnota zátěžného úhlu δ je u stroje s hladkým rotorem 90° (sin δ = 1), při dalším zvětšení zátěžného úhlu stroj vypadne ze synchronního chodu (rotor se již neotáčí synchronně s točivým polem statoru). Jestliže tato situace nastane, je třeba stroj neprodleně odpojit od sítě.
Pomocí vztahu pro moment lze snadno určit výkon stroje.
{\displaystyle P=M\omega _{s}=3{\frac {UE}{X_{d}}}\sin \delta }
Jmenovité napětí je vyšší u strojů s vyšším výkonem. U alternátorů se používá napětí 6,3 kV u strojů výkonem přibližně do 50 MW, zatímco u nejvýkonnějších alternátorů (1000 MW) jsou stroje typicky navržené na napětí 24 kV.

### Kývání rotoru
Kývání rotoru je jev způsobený dynamickou změnou v zatížení synchronního elektromotoru nebo generátoru. Velikost kývání je přímo úměrná velikosti dynamické změny v zatížení. Ke kompenzaci kývání synchronních strojů se využívá tzv. amortizérů. Jsou to většinou měděné kruhy umístěné na čelech rotoru a spojující jednotlivé póly rotoru synchronního stroje. Při rozběhu slouží amortizéry také k většímu rozptylu magnetického toku a k lepšímu odvodu tepla nahromaděného při startu synchronního stroje.